# Bomberman Wars
Bomberman Wars (ボンバーマンウォーズ?, Bonbāman Wōzu) è un videogioco di ruolo strategico a turni sviluppato da Metro Corporation e pubblicato da Hudson Soft per Sega Saturn e PlayStation il 16 aprile 1998 esclusivamente in Giappone come parte della serie Bomberman da cui si separa completamente dallo stile di gioco tradizionale. Rappresenta il terzo titolo del franchise ad essere uscito per la console SEGA ed il secondo per quella Sony.

## Trama
Il protagonista è King Bomber, un re che governa pacificamente il suo regno, il cui obiettivo è quello di conquistare tutti i pezzi della nazione Bomber combattendo contro il malvagio Bagular ed i suoi quattro scagnozzi.

## Modalità di gioco
Lo stile di gioco è contraddistinto per essere differente dalla maggior parte dei capitoli della serie il quale si focalizzava maggiormente sull'essere più un videogioco party mentre qui viene messa in risalto la modalità giocatore singolo in un videogioco di ruolo con elementi tipici degli strategici a turni.
Sono presenti due modalità, Quest Mode (per un giocatore) e Battle Mode (per due persone).

## Accoglienza
| Testata              | Versione | Giudizio |
| -------------------- | -------- | -------- |
| Famitsū              | PS1      | 24/40    |
| Sega Saturn Magazine | SAT      | 81/100   |
| GameSpot             | PS1      | 5.8/10   |

La rivista settimanale Famitsū recensì la versione per PlayStation dandogli un punteggio di 24 su 40.
Il Sega Saturn Magazine gli assegnò 81 su 100 come voto mentre GameSpot gli conferì un 5.8 su 10.